# Adromischus diabolicus
Adromischus diabolicus är en fetbladsväxtart som beskrevs av H.R. Tölken. Adromischus diabolicus ingår i släktet Adromischus och familjen fetbladsväxter. Inga underarter finns listade i Catalogue of Life.